# Tour du Sud-Est
El Tour del Sudeste (en francés: Tour du Sud-Est) era una competición ciclista por etapas que se disputaba por diferentes departamentos franceses del Sudeste.
La carrera se creó el 1919 con el nombre de Circuito de Provenza, y al 1924 adoptó el nombre de Tour du Sud-Est. De 1927 a 1929 también se lo conoció como Circuito de Byrrh. Al 1955 la cursa se fusiona con el Circuito de las 6 Provincias y pasa a denominarse "Tour de las Provincias del Sudeste". El 1964 y 1965 se une con el "Tour de Var" y cambia el nombre a "Circuito del Provenzal".
Después de una temporada sin disputarse, el 1981 se crea el llamado Circuito del Sudeste. Era una prueba de un solo día. Se disputó hasta el 1985. Sólo la edición de 1983 fue por etapas y se la conoció con su nombre tradicional de Tour del Sudeste.

## Palmarés
| Año       | Vencedor            | Segundo                       | Tercero                               |
| --------- | ------------------- | ----------------------------- | ------------------------------------- |
| 1919      | Alfred Steux        | Gustave Ganay                 | Émile Lejeune                         |
| 1920      | Francis Pelissier   | Henri Ferrara                 | Marcel Godard                         |
| 1921-1923 | No disputadas       |                               |                                       |
| 1924      | Alfredo Binda       | Blaise Ameduri                | Joseph Curtel                         |
| 1925      | André Villevieille  | Jean Barthélémy               | Benoit Faure                          |
| 1926      | José Pelletier      | Paul Tramier                  | Jean Hilarion                         |
| 1927      | Joseph Maurel       | François Menta                | Serge Bellagamba                      |
| 1928      | François Menta      | Benoit Faure                  | Antoine Ciccione                      |
| 1929      | Georges Cuvelier    | Louis Bajard                  | Gaspard Rinaldi                       |
| 1930-1937 | No disputadas'      |                               |                                       |
| 1938      | Oreste Bernardoni   | Louis Aimar                   | Dante Gianello                        |
| 1939      | Nello Troggi        | Fermo Camellini               | Dante Gianello                        |
| 1940-1949 | No disputadas       |                               |                                       |
| 1950      | Marius Bonnet       | Antonin Canavese              | Emile Rol                             |
| 1951      | Robert Bonnaventure | Lucien Lazarides              | Jean Robic                            |
| 1952      | Bernard Gauthier    | Gilbert Bauvin                | Michel Llorca René Genin Esprit Maria |
| 1953      | Roger Hassenforder  | Antonin Rolland Nello Lauredi | Jean Dotto                            |
| 1954      | Jean Dacquay        | Francis Siguenza              | Pierre Molineris                      |
| 1955      | Charly Gaul         | René Privat                   | Fred De Bruyne                        |
| 1956      | Jean Stablinski     | Pierre Gouget                 | Jean-Pierre Schmitz                   |
| 1957      | Jean Graczyk        | Louis Rostollan               | Norbert Verougstraete                 |
| 1958      | Bernard Gauthier    | Manuel Busto                  | Roger Walkowiak                       |
| 1959      | René Privat         | Raymond Mastrotto             | René Pavard                           |
| 1960      | Tom Simpson         | Stéphane Lach                 | Valentin Huot                         |
| 1961      | No disputada        |                               |                                       |
| 1962      | Gérard Thiélin      | René Privat                   | Raymond Mastrotto                     |
| 1963      | Jean-Claude Lebaube | Raymond Poulidor              | Henri Anglade                         |
| 1964      | Jean-Claude Annaert | Joseph Groussard              | Victor Van Schil                      |
| 1965      | Federico Bahamontes | Jan Janssen                   | Tom Simpson                           |
| 1966-1980 | No disputadas       |                               |                                       |
| 1981      | Marc Revoul         | Pierre Bazzo                  | Bernard Hinault                       |
| 1982      | Francis Castaing    | Eric Dall'Armelina            | Regis Ovion                           |
| 1983      | Jean-Marie Grezet   | Michel Laurent                | Pascal Simon                          |
| 1984      | Patrice Thevenard   | Eric Salomon                  | Franck Clemente                       |
| 1985      | Denis Roux          | Gilles Mas                    | Vincent Lavenu                        |